# Kibroth Hattaava
Kibroth Hattaavah o Kibroth-hattaavah (en hebreo: קִבְרוֹת הַתַּאֲוָה‎, tumbas del anhelo) es uno de los lugares por los que pasaron los israelitas durante su viaje del Éxodo, registrado en el Libro de los Números. Fue en este lugar, según el relato bíblico, donde los israelitas se quejaron en voz alta de comer constantemente sólo maná, y de que habían disfrutado de una dieta mucho más variada, de pescado, verduras, frutas y carne, cuando vivían en Egipto ; el texto afirma que esto llevó a Moisés, desesperado, a clamar a Yahvé, quien luego les prometió tanta carne que 'la vomitarían por sus narices'. La narración continúa hablando de una gran cantidad de codornices traídas por los vientos a ambos lados del campamento israelita, que el pueblo reunió. Las traducciones modernas implican que Yahweh envió la plaga mientras masticaban la primera carne que cayó.
La narración bíblica sostiene que el nombre de Kibroth-hattaavah, que parece significar tumbas de lujuria, deriva de estos acontecimientos, ya que la plaga mató a las personas que codiciaban la carne, que luego fueron enterradas allí. Según los eruditos bíblicos, se trata simplemente de un mito etiológico para justificar teológicamente un topónimo preexistente; varios eruditos bíblicos han propuesto que las tumbas (kibroth) en el nombre kibroth-hattaavah en realidad se refieren a un círculo de piedras o mojones, o a sitios de entierro megalíticos calcolíticos recientemente descubiertos (~cuarto milenio a. C.) conocidos como nawamis, que significa mosquitos, que son exclusivos de la península central del Sinaí y del sur del Néguev.
Según los eruditos textuales, el relato sobre Kibroth-hattaavah es parte del texto yahvista y ocurre en el mismo punto de la narrativa del Éxodo que el relato de Taberah en el texto elohista; de hecho, uno o ambos de Tabarah (תבערה) y Hattavah (התאוה) pueden ser corrupciones fonológicas y tipográficas de la misma palabra original. Taberah no figura en la lista completa de estaciones más adelante en el Libro de Números, con el pueblo yendo directamente desde el Monte Sinaí a Kibrot-hatavá, y no hay ningún indicio de que los israelitas tuvieran que viajar de Taberá a Kibrot-hatavá, implicando que estaban en el mismo lugar; sin embargo, Taberah y Kibroth-hattaavah aparecen como lugares diferentes en un pasaje del Deuteronomio, que los eruditos textuales atribuyen al deuteronomista y, en consecuencia, datan de más de dos siglos después de los yahvistas y los elohistas, y también posteriores a los deuteronomistas, el texto JE combinado.
La Torá describe a Taberah como un viaje de tres días desde el Monte Sinaí, y, por lo tanto, su identificación moderna depende en gran medida de la identificación del Monte Sinaí. La identificación tradicional del Monte Sinaí como una de las montañas en el extremo sur de la península del Sinaí implicaría que Taberah y Kibroth-hattaavah estaban probablemente en Wadi Murrah, a unas 30 millas al noreste del extremo sur, y exactamente a viaje de un día desde 'Ain Hudherah; en esta zona, en Erweis el-Ebeirig, se ha encontrado un antiguo campamento, pero data de la Edad del Bronce Antiguo (principios del tercer milenio a. C.). La ubicación tradicional del Monte Sinaí ha sido rechazada por algunos estudiosos,[cita requerida] así como teólogos, que favorecen una ubicación en el monte Seir o en el noroeste de Arabia Saudita, y otros puntos de vista proponen ubicaciones en el Negev, o el centro o el desierto del norte del Sinaí.

## En la cultura popular
- En la novela para niños de 1858 Eric, o poco a poco, ciertas actividades "viles" anónimas (presumiblemente la masturbación[21]) se remiten a Kibroth-Hattaavah: "¿No recuerdas el sermón de Rowlands hace menos de dos semanas en Kibroth- ¿Hattaavah?"[22]